# Daniel Ecklin
Daniel Ecklin (auch Daniel Egli; * 1532 in Aarau; † 2. Januar 1564 ebenda) war ein Schweizer Palästinareisender und Apotheker. Er gilt als erster evangelischer Besucher des Heiligen Landes; seine Reise, die in Venedig begann und endete, ist darum keine Pilgerreise im traditionellen Sinne mehr.

## Stationen der Reise
Ecklin, Sohn der Sabina, geb. Eberschwein, aus Marbach am Neckar, und Georg Ecklins, Stadtapotheker von Aarau, der bereits 1541 starb, besuchte von 1547 bis 1549 die Hohe Schule in Bern. Im Anschluss wird er in der heimischen Apotheke das pharmazeutische Handwerk gelernt haben, denn seine Mutter führte die Stadtapotheke entweder allein oder mit ihrem neuen Mann die Apotheke weiter. Bereits im Dezember 1549 verließ Ecklin Aarau und ging nach Basel, eventuell um zu studieren. Von 1550 bis 1551 lernte er bei einem Apotheker in Schwäbisch Gmünd, weitere Stationen seiner Ausbildung waren Innsbruck und schließlich Venedig, wo er jedoch keine geeignete Anstellung fand.
Daraufhin entschloss er sich am 23. März 1552, auf einem griechischen Schiff nach Kreta zu reisen (also unabhängig von den von venezianischen Reedern organisierten Pilgertouren). Dort kam er im Mai an und trat, da mittellos, bis Dezember in den Dienst eines vornehmen Herrn. Anfang Januar 1553 setzte er seine Seereise fort und gelangte über Zypern nach Tripolis. Er besuchte Aleppo und Damaskus. Am 29. Juni, notierte Ecklin, „bin ich morgens vmb die vj vhr kommen / in die heilige / in aller welt bekannte vnd verrümpte Statt Jerusalem.“ Von dort unternahm er Ausflüge nach Bethlehem, Hebron und zum Toten Meer (wo er badete). Im September trat er die Heimreise an, die ihn über Zypern, Zakynthos und Korfu wieder zurück nach Venedig führte, das er am 2. Dezember 1553 erreichte.
Im ersten Halbjahr 1554 studierte er in Padua Medizin, reiste von dort nach Rom und schließlich nach Wien, wo er als Apotheker arbeitete. Über Zürich und Luzern kehrte Ecklin am 23. Dezember 1556 im Alter von 24 Jahren nach Aarau zurück und übernahm 1557 die väterliche Apotheke. Während der Pest, die zwischen 1563 und 1566 grassierte, verstarb Ecklin mit 31 Jahren am 2. Januar 1564.

## Reisebeobachtungen
Während Ecklin die auf der Hin- und Rückreise besuchten Orte, besonders die Inseln, wegen ihrer fruchtbaren Landschaften rühmte, blieb das Heilige Land weit unter seinen Erwartungen: es sei das allerunfruchtbarste Land, das er in ganz Syrien gesehen habe, nichts als Wüste und Einöde, Berg und Tal, rau, steinig und unfruchtbar. Es gebe auch kein qualitätvolles Handwerk vor Ort, alles müsse aus Konstantinopel oder Venedig importiert werden.
Über Jerusalem schrieb er, der Tempel Salomos sei jetzt im Besitz der Türken, und kein Christ dürfe sich dort umschauen, es sei denn, er wolle zum Islam konvertieren oder sein Leben verlieren. 
In der Stadt zeige man etliche Gebäude, als hätten sie da schon immer gestanden, beispielsweise das Haus des Pilatus und das des Herodes. Er selbst wisse natürlich, dass die ganze Stadt im Jüdischen Krieg von den Römern zerstört worden sei, wie Flavius Josephus es genau beschrieben habe. So hätte er sich für diese Gebäude nur wenig interessiert, da er ja wisse, dass die jetzige Stadt erst nach der Zerstörung neu aufgebaut worden sei. Aber die Landschaft zu besichtigen, in der Jesus gelebt habe, dazu habe er große Lust gehabt: den Berg Tabor, den Jordan, den Ölberg, den Garten Gethsemane, das Grab, in dem er gelegen habe und aus dem er auferstanden sei: „denn diese Dinge können sich nicht ändern, werden auch nicht zerstört.“
Ecklin absolvierte trotzdem das ganze Pilgerprogramm in und um Jerusalem und liess sich dies zum Abschluss seiner Reise in der franziskanischen Kustodie schriftlich beglaubigen.

## Rezeption
Ecklins Reisebericht wurde erst zehn Jahre nach seinem Tod durch seinen Schwager Johannes Huldrich Ragor gedruckt, erlebte dann aber 40 Auflagen in 230 Jahren.

## Werkausgaben
- Folget die dritte Rayse eines Schweyzers Daniel Ecklins von Arow. Vom Jme selber beschrieben aber nach seinem Todt durch sein schwager Hans Huldrich Ragor                  in Truck verfertigen vnd herrn Samuel Mayern, schulthaussen zu arow dedicier Anno 1574. (Digitalisat der HAB Wolfenbüttel)
- Reise zum Heiligen Grab, Basel 1575. Herausgegeben und erläutert von Max Schiendorfer, Zürich 2011 (PDF)